# Lindsaea sphenomeridopsis
Lindsaea sphenomeridopsis är en ormbunkeart som beskrevs av Kramer. Lindsaea sphenomeridopsis ingår i släktet Lindsaea och familjen Lindsaeaceae. Inga underarter finns listade.